# Verdienter Mitarbeiter des Handels der Deutschen Demokratischen Republik
Verdienter Mitarbeiter des Handels der Deutschen Demokratischen Republik war eine staatliche Auszeichnung  der Deutschen Demokratischen Republik (DDR), welche in Form eines Ehrentitels mit Urkunde und einer tragbaren Medaille verliehen wurde. 

## Beschreibung
Gestiftet wurde der Titel am 30. Januar 1975. Seine Verleihung erfolgte für hervorragende Leistungen bei der Lösung volkswirtschaftlicher Aufgaben zur Versorgung der Bevölkerung. Ferner auch für besondere Verdienste und Initiativen im Wettbewerb sowie auf wissenschaftlich-technischem Gebiet, aber auch für ökonomische Integration und bei sozialistischer Rationalisierung im Handel- und Außenhandel der DDR und letztendlich auch für langjährige vorbildliche Einsatzbereitschaft im Verkehrswesen. Die Anzahl der Höchstverleihungen war pro Jahr auf 30 Ehrentitel begrenzt, ab 1986 stieg diese Zahl dann auf 100 Ehrentitel jährlich.

## Medaille zum Ehrentitel

### Aussehen
Die vergoldete Medaille mit einem Durchmesser von 30 mm zeigt auf ihren Avers an seinem oberen Rand ein von einem Lorbeerkranz umschlossenes H. Darunter die dreizeilige Inschrift: VERDIENTER MITARBEITER / DES HANDELS. Unter dem Schriftzug sind noch zwei weitere Lorbeerzweige abgebildet, die sich von der Mitte aus nach außen schwingen. Das Revers der Medaille zeigt das Staatswappen der DDR.

### Trageweise
Getragen wurde die Medaille auf der linken oberen Brustseite an einem 25 × 14 mm weiß bezogenen Ordensband. Auf ihm sind zwei senkrechte blaue Streifen von 3 mm Breite eingewebt, die 3 mm vom Saum entfernt sind.